# Pression cinétique
En théorie cinétique des gaz, la pression cinétique est la pression résultant des chocs inélastiques des particules sur la paroi thermalisée. 
Le résultat pour un gaz parfait monoatomique simple est :
{\displaystyle p={\frac {2}{3}}\cdot {\frac {U}{V}}}
où
- p est la pression ;
- U est l'énergie interne du système, égale à  3/2 N kT ;
- V est le volume du système.

La pression représente ainsi les deux tiers de l'énergie volumique (Rappel : le pascal est homogène à des joules par mètre cube).

## Démonstration
Il y a deux démonstrations possibles : comme l'a fait Bernoulli en 1738 ; ou bien comme l'a fait Clausius en 1855. 
démonstration de Bernoulli :
Soit le volume fermé par un piston de surface S, de vecteur surface S = S. i. On veut calculer la force sur ce piston : F = p. S.
Il y a deux contributions à la pression qui s'ajoutent : celle des particules qui s'adsorbent en percutant la paroi, et celle, identique, des particules qui désorbent en prenant appui sur la paroi. On aura donc p = p1 + p2 = 2p1. On pose n = N/V où n est la densité particulaire et  N le nombre de molécules. On va démontrer que :
{\displaystyle p=2p_{1}=n\cdot mV_{x}^{2}}
et compte tenu de l'isotropie des vitesses,  <Vx²> = 1/3 <V²>, p = 2/3 n (1/2 m <V²>), ce qui donne bien le résultat voulu. 
Il ne reste plus qu'à démontrer que le flux de quantité de mouvement "impactant" est tel que : 
F1.dt = mVx . ([S.Vxdt]. n/2) 
La quantité de mouvement laissée au piston dans la direction i est mVx. Si on veut connaître la quantité laissée pendant la durée dt, il faut multiplier par le nombre de chocs opérés pendant cette durée. (C'est la partie difficile de la démonstration).
Une particule ne frappe le piston que si elle est suffisamment proche. Car si elle est trop éloignée, elle ne pourra, pendant le temps dt, atteindre la paroi. Ne pourront atteindre le piston que les particules situées à moins de Vxdt. Ce qui correspond donc à un volume S.Vxdt, donc à un nombre égal à n .S.Vxdt ; mais divisé par 2 car il ne faut compter que les particules allant vers la droite.
Soit au total,  F1.dt = mVx.([ S. Vxdt ].n./2). 
Il ne reste plus qu'à moyenner. 
Pour préciser la démonstration, on peut se rapporter à l'article Théorie cinétique des gaz. 
démonstration de Clausius : 
On utilise le théorème du viriel :
{\displaystyle 2\langle E_{c}\rangle +\langle viriel\rangle =0}
Ici, la force moyenne dƒ sur l'ensemble des particules du gaz sur un élément dS de surface est
{\displaystyle {\vec {df}}=-p{\vec {dS}}}, dont le viriel est : {\displaystyle -p{\vec {OM}}\cdot {\vec {dS}}}
On somme sur la paroi S qui enclôt le gaz, et on utilise la formule d'Ostrogradski et le fait que div OM = 3 :
{\displaystyle \langle viriel\rangle =-p\int \int _{S}{\vec {OM}}\cdot {\vec {dS}}=-p(3V)}
Au total, le viriel, négatif bien sûr, vaut -3pV, d'où :
{\displaystyle pV={\frac {2}{3}}\langle E_{c}\rangle }
Note pour le gaz non parfait  : il faut tenir compte  des forces internes, dérivant d'un potentiel u(r), r étant la distance entre paire de particules. Le théorème du viriel s'écrira cette fois : 
2.(3/2 NkT) - 3 PV + <viriel_interne> = 0 .
où {\displaystyle <viriel_{\text{interne}}>=1/2\sum _{i}\sum _{j}r_{i}F_{j/i}+r_{j}F_{i/j}=1/2\sum _{i}\sum _{j}r_{ij}(-\nabla u(r_{ij}))=1/2N\sum r(-du/dr)},
si l'on considère que toutes les paires jouent le même rôle.
La dernière somme est à prendre sur tous les j = 2 à N, la particule 1 étant fixée, c'est-à-dire que cette fois les positions des particules sont corrélées à celle de la particule 1
Elle comprend deux termes bien différents : le viriel_interne de "répulsion de cœur dur", positif et le viriel_interne d'attraction, négatif.
Le viriel de répulsion est dû aux chocs des particules j sur la sphère de protection de diamètre 4ro de la particule 1, de volume 8vo (on a appelé vo, le volume vo de la boule de rayon ro, soit {\displaystyle vo=4Pi/3ro^{3}}) ; et le même raisonnement que précédemment conduit au même résultat, d'où cette fois, un viriel égal à + 3P (8vo) . N/2 
donc {\displaystyle 2(3/2NkT)-3PV+3P(N.4vo)+viriel_{\text{attraction}}=0}
Le viriel d'attraction, dans le cas de faible pression, peut s'évaluer ainsi : en dehors de la boule de rayon 2ro, les particules sont uniformément réparties dans le volume (très grand). La somme s'écrira donc : 
{\displaystyle N/2.\int _{2ro}^{\infty }N.4\pi r^{2}dr/V(-rdu/dr)}
(Le potentiel u(r) doit donc décroître suffisamment vite pour que cette intégrale soit convergente). On dit qu'il y a limitation de l'interaction aux voisins assez proches. Il n'y a donc pas un nombre N(N-1)/2 de paires qui entrent en jeu , mais seulement N. ("nb de voisins_efficaces") d'une boule donnée. .L'ordre de grandeur sera donc N/2 . (N volume_efficace/V).u(distance_efficace). C'est ce qui permet d'avoir un viriel extensif, c'est-à-dire proportionnel à N , via le N²/2V , et non à N².
En définitive, 
2(3/2 NkT) - 3PV + 3P (8vo/2) - N(N-1)/2V. qq vo.uo = 0  
On peut toujours écrire aussi : 
{\displaystyle pV=NkT-{\frac {1}{3}}{\frac {N(N-1)}{2}}<r{\frac {du(r)}{dr}}>}
mais en prenant garde que la moyenne est à prendre cette fois au sens "canonique". Elle fait alors intervenir la fonction de corrélation de paires n_2(r) et s'écrira : {\displaystyle 1/N(N-1).V.\int 4\pi .r^{2}dr.n_{2}(r)(-rdu/dr)}. La difficulté du calcul est rejetée sur l'expression de n_2(r). 
Voir aussi équation du viriel.

## Correction de covolume
De plus, Bernoulli avait compris le rôle de la taille des atomes : raisonnant sur un gaz à une dimension - fait de « pailles » de longueur a - il avait compris que le « volume » réel disponible pour l'ensemble des pailles était non pas la taille L du segment où elles étaient incluses, mais L - Na.
À deux dimensions, il comprenait de même que si la surface de chaque disque était s, la surface réellement disponible pour l'ensemble des disques était non pas la surface S du plateau où elles étaient encloses, mais S - 2Ns, pour S assez grand (le facteur 2 est dû au fait suivant : chaque centre de disque ne peut approcher un autre centre à moins de 2 rayons, éliminant ainsi une surface 4s, soit au total une surface 4Ns ; mais on a ainsi compté deux fois chaque couple de disques, la correction n'est ainsi que 2Ns ; ce raisonnement n'est qu'approximatif).
Enfin, de même, à 3 dimensions, le volume disponible sera inférieur à V et pour une pression très grande, il y aura asymptote pour V= Nb , appelé covolume
{\displaystyle p(V-Nb)=NkT}.
Souvent dans les textes de mécanique statistique, on pose  β = 1/kT et n = N/V (nommée densité particulaire). L'équation se note alors :
{\displaystyle p\cdot \beta /n={\frac {1}{1-bn}}}.
Aux basses pressions, 1/(1-bn) = 1 + bn + ..., avec
{\displaystyle b={\frac {1}{2}}\cdot {\frac {4}{3}}\pi (2r_{0})^{3}}.
Ainsi l'étude des isothermes à basse pression permet d'évaluer ce covolume, donc le rayon r0 des particules.
L'équation du viriel permet de calculer les contributions en n², et suivantes.

## La pression interne
Van der Waals, en 1873, s'appuyant sur les travaux de Laplace, a compris le rôle que jouait l'attraction entre 2 particules du gaz (attraction qui porte aujourd'hui son nom).
En moyenne, une particule située à grande distance de la paroi ne ressent qu'une force moyenne NULLE. Par contre, chaque particule allant vers la paroi est décélérée par cette attraction, due aux autres particules du volume, et donc multiple de la densité : donc l'énergie cinétique d'impact sera réduite d'un facteur proportionnel à N/V. Et pour la pression due à l'ensemble des particules, il y aura donc une réduction d'un facteur proportionnel à (N/V)^2 (noter que la paroi n'intervient pas, via le principe d' action-réaction). Pour chaque particule quittant la paroi, on a le même type de raisonnement. Au total :
{\displaystyle p=P_{c}-N^{2}\cdot {\frac {a}{V^{2}}}}
Il ne faut pas croire la pression interne négligeable ; cela dépend des conditions {P,T} ,  car elle varie considérablement avec N/V. Donnons-en une évaluation :
Si pour un gaz, la pression interne est 1/1000 de la pression cinétique, alors la pression sera quasiment la pression cinétique, disons 1 atm. Pour le liquide plus dense, disons d'un facteur 1000, alors la pression cinétique est ~1000 atm. La pression interne est devenue ~1000 atm aussi et la pression totale p, n'est que la petite différence entre les deux. Pour un liquide, il est essentiel de prendre en compte la pression interne.

## Équation de van der Waals
L'ensemble de ces considérations amenèrent Van der Waals à sa célèbre équation (1873) :
{\displaystyle \left(p+{\frac {N^{2}a}{V^{2}}}\right)(V-Nb)=NkT}
Le grand mérite de cette équation est qu'elle rend compte de la continuité de l'état liquide à l'état vapeur, car jointe à la règle du palier de Maxwell, elle permit d'avoir qualitativement la compréhension du phénomène de la condensation.

## Équation d'état du viriel
Complémentons ici le paragraphe "covolume".
On appelle « compacité », et on note x, le rapport entre le volume propre des particules et le volume total. L'équation précédente peut s'écrire  :
pV/ NkT = 1/(1-4x) = f(x) .
Cette fonction f(x) se développerait en série comme : f(x) = 1 + 4x + 16x² + ...
Or, dans le cas de boules dures, Boltzmann a  montré que f(x) = 1 + 4x + 10 x² + ... , soit plus précisément :
B1 = 1 ; B2 = 4 ; B3 = 10 ; B4 = 18,3648.
Depuis, des calculs numériques (méthode de Monte-Carlo) ont donné :
B5 = 28,225 ; B6 = 39,82 ; B7 = 53,34 ; B8 = 68,54 ; B9 = 85,8 ; B10 = 105,8(+/- 0,5) .
Puis Carnahan et Starling (1969) ont remarqué la parenté  avec la série : Bn-1= n² +3n. 
Ceci montre que  f(x) = { 1 + x + x^2 - x^3 }/{1 - x}^3   est une fonction "bon-candidat" simple, pour un gaz de boules dures. Mais elle indique une asymptote pour x = 1, alors que, évidemment, on ne saurait dépasser la compacité maximale, π/(18)1/2 ~ 0,74 ; cela limite la portée de cette remarque. Néanmoins, la simplicité de cette équation d'état permet de l'utiliser aisément ; l'énergie libre d'excès est NkT. x(4-3x)/(1-x)². On peut aussi comparer avec la théorie de Percus-Yevick. On peut aussi en déduire une théorie de l'équation d'état pour mélanges binaires.  
On sait mieux faire : à l'aide des premiers termes de ce développement dit du « viriel » d'un gaz de boules dures, on peut approcher l'expression par un Approximant de Padé, ce qui donne une meilleure compréhension de l'asymptote, évidemment inférieure à x_max . Par ailleurs, les simulations-numériques sur computer-Argon révèlent une irrégularité déjà vers x ~0.5.